# 東北町立東北中学校
『』
東北町立東北中学校（とうほくちょうりつ とうほくちゅうがっこう）は、青森県上北郡東北町字塔ノ沢山にある公立中学校。

## 概要
- 本校は、東北町の旧東北町域を学区としている。

## 沿革
- 1994年（平成6年）
  - 4月1日 - 乙供・千曳・寒水・淋代・美須々・甲地の各中学校を統合して開校。
  - 4月7日 - 開校式挙行。
  - 11月26日 - 統合中学校の校歌披露。
- 2014年（平成26年）12月 - 統合東北中学校校舎完成[1]。
- 2015年（平成27年）
  - 3月末 - 統合東北中学校体育館完成[1]。
  - 3月31日 - 東北中学校が閉校。
  - 4月1日 ｰ 東北・東北東の両中学校を統合。東北中学校として新たに開校。

## 生徒数
2023年（令和5年）5月1日現在
| 学年 | 1年 | 2年 | 3年 | 特別支援   | 合計 |
| ---- | --- | --- | --- | ---------- | ---- |
| 学級 | 2   | 2   | 2   | 2          | 8    |
| 生徒 | 66  | 45  | 65  | （8） 内数 | 176  |

## 出身著名人
- 吹越満（俳優）
- 蛯沢克仁

## その他

### 天母国民中学校との交流
2015年、開校を記念して台湾・台北市立天母国民中学校と姉妹校の締結を行った。以降、両校は隔年で訪問を行っている。

### 駅伝
- 乙供中学校時代より駅伝に力を入れており、県中学校駅伝競走大会において、男子が11回の優勝、全国中学校駅伝大会への出場を果たしている。出身者より4名が箱根駅伝で出走した。
- 以前は男女共に陸上競技部単独で出場していたが、2015年の統合により駅伝部が発足、現在は全校で希望者を募り、夏季休業から県大会までの間（東北・全国大会に進んだ場合それ以降も）活動している。

### 同名校との関与
2019年11月、その年の台風19号にて浸水被害を受けた長野市立東北中学校の支援のため、募金活動を開始。生徒や保護者から11万5734円が寄せられた。同校とは同じ校名を持つものの交流はなく、公的な関わりはそれが初めてであった。なお、全国には「東北中学校」の名を持つ学校が他に3校ある。

## 周辺
- 東北町立東北小学校 - 進学前小学校で、敷地が隣接。
- 東北町蛯沢地区学習等供用センター - 東北小学校に隣接。
- 東北町武道館 - 敷地が隣接。
- 国道394号

## アクセス
- 東北町民バス「棚線」で、「東北中前」停留所下車。
  - ただし、運行曜日が決まっているほか、本数も1往復しかない。

## 参考資料
- 『東北町史 年表編』（東北町・平成7年3月31日発行）「東北町史年表 平成編」309頁～310頁の「1994年(平成6年)」

## 通学区域
- 東北地区全域
  - 学校の所在する乙供地区を除き、町スクールバスによる登下校が行われている。